# Хромозом 7 (човек)
Хромозом 7 је аутозомни хромозом, седми по величини у хуманом кариотипу и припада групи С. Према положају центромере припада субметацентричним хромозомима. Изграђен је од 171 милиона базних парова ДНК што чини између 5 и 5,5% укупне количине ДНК у ћелији.

## Мапирани гени и болести/поремећаји
Гени локализовани на хромозому 7 изазивају следеће болести и поремећаје:
- Ewingov сарком
- Капошијев сарком
- Turcotov синдром са глиобластомом
- Cutis laxa
- Williams-Beuren синдром, регион 4
- Елерс-Данлос синдром
- Saethre-Chotzen синдром
- Stiff-Man синдром
- Pallister-Hall синдром
- Refsumova болест
- Curarrino синдром
- Остеопенија/остеопороза
- патуљаст раст (недостатак хормона)
- шака-стопало-материца синдром
- миопатија
- хиперрефлексија
- супервулвуларна аортна стеноза
- холестаза
- ексодактилија, тип 1
- хеморагична дијатеза
- глувоћа, аутозомно-рецесивна
- хемолитичка анемија
- мијелоидна леукемија
- полидактилија
- слоност аутизму
- аденолеукодистрофија новорођенчади
- склоност остеопорози после менопаузе
- цитрулинемија, адултна, тип 2
- поремећај говора
- цистична фиброза
- слепило за боје (плава)
- глауком, отвореног угла
- холопрозенцефалија и др.